# Der Geist und die Dunkelheit
Der Geist und die Dunkelheit ist ein US-amerikanischer Actionfilm aus dem Jahr 1996. Er basiert auf dem Buch Die Menschenfresser von Tsavo von John Henry Patterson. Erzählt wird die Geschichte zweier menschenfressender Löwen während des Baus einer Brücke der Uganda Railway.
Hauptdarsteller sind Val Kilmer und Michael Douglas, der den Film auch produzierte.

## Handlung
Tsavo, Britisch-Ostafrika (heute Kenia), im Jahr 1898: Der britische Ingenieur John Patterson kommt mit dem Auftrag in die Steppe, für die Ugandabahn eine Brücke über den Fluss Tsavo zu bauen. Die Bauarbeiten werden bald gestört, als mehr und mehr Arbeiter von zwei menschenfressenden Löwen verschleppt und getötet werden. Patterson macht sich daraufhin auf die Jagd und kann tatsächlich einen Löwen töten, der aber keiner der beiden Menschenfresser ist, die von den Einheimischen „Der Geist“ und „Die Dunkelheit“ genannt werden. Die Arbeiter sind jedoch erleichtert und die Arbeit geht weiter.
Wenig später wird jedoch Pattersons Vorarbeiter Mahina getötet und zerfleischt vor dem Lager gefunden. Der neue Arbeiterführer Abdullah will die Arbeiter zum Streik aufstacheln, als Charles Remington auf den Plan tritt, dem es mit Waffengewalt gelingt Abdullah von seinem Vorhaben abzubringen die Arbeiter gegen Patterson aufzubringen. Der Großwildjäger, der nach dem amerikanischen Bürgerkrieg seine Südstaatenheimat verlassen hat, kommt mit befreundeten Massai-Kriegern, um die Menschenfresser zur Strecke zu bringen. Bei der ersten Treibjagd können sie tatsächlich eines der Tiere einkreisen, Pattersons Waffe hat jedoch im entscheidenden Moment Ladehemmungen; er hatte sie mit seinem Arzt Dr. Hawthorne getauscht und noch nie damit geschossen.
Remington lässt nun ein neues Lazarett bauen und will das alte als Falle für die Löwen benutzen; er und Patterson verschanzen sich mit einigen Rindern dort und verschütten Blut, um die Tiere anzulocken. Diese wittern die Falle jedoch und richten stattdessen ein Blutbad im neuen Lazarett an. Zahlreiche Patienten und Dr. Hawthorne werden getötet, die überlebenden Arbeiter verlassen unter Abdullahs Führung die Baustelle.
Patterson, Remington und der einheimische Dolmetscher Samuel machen sich erneut auf die Jagd. Sie finden buchstäblich die Höhle des Löwen und stellen fest, dass die beiden Tiere aus purer Lust eine unvorstellbare Zahl von Opfern gerissen haben, Tiere wie Menschen. Sie bereiten eine erneute Falle vor und diesmal kann Remington tatsächlich einen der Menschenfresser töten. Am Abend feiern sie, trinken und philosophieren über das Leben, doch als Patterson am nächsten Morgen erwacht, hat der überlebende Löwe Remington verschleppt und getötet.
Patterson und Samuel stecken daraufhin die Steppe in Brand und erwarten das Tier zum letzten Duell, das Patterson knapp für sich entscheiden kann. Er kann nun seine Brücke weiter bauen und lernt wenig später seinen in England geborenen Sohn kennen, als seine Frau ihn in Tsavo besucht. Wie Remington es ihm am Abend vor seinem Tod nahelegte, hält er ihn hoch in die Luft, als er ihn zum ersten Mal sieht, da dies in der Afrikanischen Kultur Glück bringt.

## Besetzung und Synchronisation
| Darsteller      | Deutscher Sprecher | Rolle                   |
| --------------- | ------------------ | ----------------------- |
| Val Kilmer      | Torsten Sense      | Colonel Henry Patterson |
| Michael Douglas | Volker Brandt      | Charles Remington       |
| John Kani       | ???                | Samuel                  |
| Bernard Hill    | Norbert Gescher    | Dr. David Hawthorne     |
| Brian McCardie  | Dietmar Wunder     | Angus Starling          |
| Emily Mortimer  | Maud Ackermann     | Helena Patterson        |
| Tom Wilkinson   | Lothar Blumhagen   | Robert Beaumont         |
| Om Puri         | Tayfun Bademsoy    | Abdullah                |
| Henry Cele      | ???                | Mahina                  |

## Kritiken
„Die auf einem Tatsachenroman basierende Verfilmung schöpft die Horror-Elemente der Geschichte voll aus, vernachlässigt aber Dramaturgie und Charakterzeichnung der Personen. So wird der auch schauspielerisch enttäuschende Film nur zu einem oberflächlichen Spannungsvergnügen und beeindruckt letztlich nur durch seine sensationellen Tier-Dressuren und schönen Landschaftspanoramen.“

Der Filmkritiker der Chicago Sun-Times, Roger Ebert, vergab einen halben von vier möglichen Sternen und urteilte ablehnend: Dem Film fehle sogar der übliche Charme von B-Movies, so schlecht zu sein, dass es lustig ist. Er sei nur schlecht. Außerdem fügte er hinzu, dass es ein afrikanischer Abenteuerfilm sei, der jeden Tarzan-Film subtil und realistisch erscheinen lasse. („lacked the usual charm of being so bad it's funny. It´s just bad.“ (…) „an African adventure that makes the Tarzan movies look subtle and realistic“)

## Hintergrund
- Bis auf eine wurden alle Szenen mit zwei echten Löwen, Bongo und Caesar, gedreht. Die beiden waren auch in George – Der aus dem Dschungel kam zu sehen.[5]
- Weitere Filme griffen die Thematik der Menschenfresser beim Bau der Uganda Railways auf, darunter The Man-eaters of Tsavo und Bwana, der Teufel.

### Abweichungen

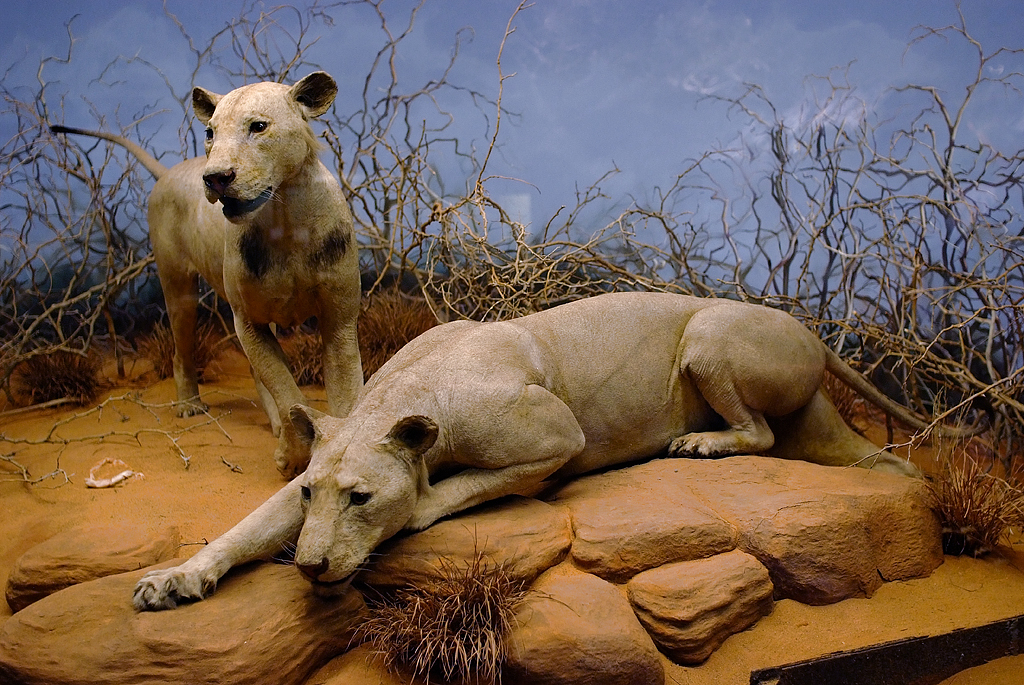
Präparate der echten Menschenfresser von Tsavo, Field Museum of Natural History, Chicago

- Die gröbste Abweichung gegenüber den realen Menschenfressern von Tsavo ist, dass die Löwen im Film Mähnen haben. Die echten Tiere, die bis heute im Field Museum of Natural History in Chicago, Illinois ausgestellt sind,[6] hatten keine; sie gehörten zu den Tsavo-Löwen, bei denen die Männchen keine Mähnen haben.

- Die Figur Charles Remington ist rein fiktiv; sie wurde für Michael Douglas, der den Film auch produzierte, entwickelt. In Wahrheit tötete John Henry Patterson beide Löwen. Die Figur des Charles Remington basierte letztlich auf dem anglo-indischen Großwildjäger Charles Henry Ryall, einem Superintendent der Railway Police.[7]

### Anmerkung
Die Ursache der Tragödie bestand vermutlich darin, dass im Tsavo-Delta zur Senkung der Baukosten indische Gastarbeiter eingesetzt wurden. Diese hatten keine Erfahrung mit der afrikanischen Tierwelt.
2024 wurde beim Lesen des handschriftlichen Feldtagebuches von Patterson festgestellt, dass er nie Gnus erwähnt hat, obwohl dies normalerweise die Hauptnahrung der Löwen von Tsavo ist. Zu dieser Zeit litten die Rinder- und Büffelpopulationen in diesem Teil Afrikas unter der Rinderpest, einer hoch ansteckenden Viruserkrankung, die Anfang der 1880er Jahre aus Indien nach Afrika eingeschleppt worden war. Vermutlich fiel ihr auch die Gnu-Population zum Opfer, was die Löwen dazu bewog, auf Menschen Jagd zu machen.
Spiegel-Berichte, denen zufolge bis zu 135 Menschen Opfer der Löwen wurden, sind wahrscheinlich übertrieben. Untersuchungen an Stickstoffisotopen zeigen, dass einer der beiden heute im Museum ausgestellten Löwen gelegentlich, der zweite hauptsächlich Menschenfleisch fraß. Legt man die üblicherweise von Löwen verzehrte Fleischmenge zu Grunde, dürften ihnen etwa 35 Menschen zum Opfer gefallen sein.
Bestätigt sind jedoch 28 Opfer. Bei erneuten Untersuchungen 2024 im Field Museum of Natural History in Chicago wurden Haarreste in den Zahnfleischhöhlen der Löwen untersucht und genetisch nachgewiesen, dass diese tatsächlich Menschen getötet haben. Zudem bestätigte sich der Verdacht, dass beide Löwen Brüder waren.
Der originale Zug, welcher damals zum Bau der Eisenbahnlinie von Mombasa aus über das Materialdepot „Nyrobi“ („kaltes Wasser“) bis nach Uganda verwendet wurde, steht heute im Eisenbahnmuseum von Nairobi. Aus einem der Waggons wurde einer der Ingenieure von einem der beiden Löwen herausgezerrt und getötet.

## Auszeichnungen
- Der Film gewann 1997 den Oscar in der Kategorie Bester Tonschnitt.
- Kameramann Vilmos Zsigmond wurde für den ASC Award nominiert.